# Pierre-Joseph Luneau de Boisjermain
Pour les articles homonymes, voir Luneau (homonymie).
Pierre-Joseph-François Luneau de Boisjermain, né à Issoudun le 4 novembre 1731 et mort à Paris le 25 décembre 1801 est un instituteur, homme de lettres et éditeur français. Il doit l'essentiel de sa célébrité au combat qu'il mena contre les éditeurs de l'Encyclopédie dans les années 1770.

## Biographie
Pierre-Joseph-François Luneau de Boisjermain est le fils cadet de Guillaume Luneau, avocat en parlement, premier juge garde de la Monnaie de Bourges, bailli et juge gruyer de Villequiers, et de Marie Anne Judite Laval. Il naît à Issoudun le 4 novembre 1731. Vers 1750, il ajoute à son patronyme, comme son frère aîné Guillaume Joseph, le nom de terre de Boisjermain (ou du Bois Germain), qui fait référence au domaine du Bois Germain que sa famille possédait dans la paroisse de Saint-Germain-des-Bois.
Après des études suivies au collège des jésuites de Paris, où il est admis en 1746, Luneau de Boisjermain entra dans leur société ; de 1749 à 1753, il enseigne dans plusieurs collèges ; mais, bientôt fatigué de l’état qu’il avait embrassé, il le quitta et vint s’établir à Paris où il se livra d’abord à des spéculations de librairie qui ne furent point heureuses.
Son édition des Œuvres de Racine en 1768, au mépris des privilèges dont jouissait la corporation des libraires, puisqu'il vendit lui-même des exemplaires de son ouvrage, lui valut l’inimitié de celle-ci. Le syndic des libraires fit procéder à une saisie chez lui en août 1768. Dans le procès qui suivit, devant le lieutenant général de police Antoine de Sartine, il bénéficia de soutiens, notamment de Linguet et de Voltaire. Il gagna le procès en 1770 et la saisie fut levée. Cette affaire représente un renversement de jurisprudence et un tournant important dans la lutte des auteurs pour la défense de leurs droits par rapport aux imprimeurs-éditeurs-libraires.
Il engagea un long procès, de 1770 à 1778, contre les éditeurs de l’Encyclopédie pour le non-respect d’engagements commerciaux pris dans le Prospectus. Le prix initial de l'ouvrage complet avait effectivement été revu à la hausse, mais seulement en raison de l'augmentation progressive du nombre de volumes.

## Œuvres

### Conflits avec les libraires
- Mémoire pour le sieur abbé Luneau de Boisjermain, contre le sieur Grangé, imprimeur-libraire, Paris, de l'imprimerie de Sebastien Jorry, rue & vis-à-vis la Comédie Françoise, au Grand Monarque & aux Cigognes, 1761[4].
- Réponse signifiée pour le sieur Luneau de Boisjermain (...) au brevés signifié par les syndics et adjoints des libraires de Paris, Paris, Imprimerie de L. Cellot, 1769.

### Litige avec les libraires de l'Encyclopédie
- Mémoire et consultation pour M. Luneau de Boisjermain (...) contre le sieur Briasson (...), Le Breton, (...) associé avec le sieur Briasson pour l'impression de l'Encyclopédie, Paris, 30 janvier 1770.
- Mémoire pour Pierre-Joseph-François de Boisjermain, souscripteur de l'Encyclopédie dans lequel il démontre que, sur les 737 livres qu'il payées pour la souscription de cet ouvrage, dont il est propriétaire, les libraires associés pour l'imprimer en 1750, doivent restituer, à lui & à chaque souscripteur, 457 livres par exemplaire, Paris, imprimerie de Grangé, 1771.
- Précis sur déliberé prononcé le 22 juin 1772 : entre Pierre-Joseph-François Luneau de Boisjermin & les sieurs Le Breton & Briasson & les héritiers des feus sieurs David & Durand, libraires associés à l'impression de l'Encyclopédie, Paris, P.G. Simon], 1772.
- Réponse signifiée de M. Luneau de Boisjermain au Précis des libraires associés à l'impression de l'Encyclopédie, distribué le 15 juin 1772, Paris, P.G. Simon, 1772.
- Mémoire pour P. J. F. Luneau de Boisjermain servant de réponse à un Mémoire du sieur Le Breton et de ses associés, intitulé : "Dernier état des choses à juger", Paris, Knapen, 1778.
- Pièces justificatives qui doivent prouver les faits avancés dans le Mémoire [de 1778] pour P. J. F. Luneau de Boisjermain, Paris, 1778.
- Réponse de M. Luneau de Boisjermain au Mémoire pour les libraires associés à l'Encyclopédie, Paris, Simon, 1778.

### Cours
- Discours sur une nouvelle manière d'enseigner et d'apprendre la géographie, d'après une suite d'opérations topographiques, Paris, Duchesne, 1759 (en ligne)..
- Cours de bibliographie, ou Nouvelles productions des sciences, de la littérature et des arts
- Cours d'histoire universelle (...), Paris, Bureau de l'Abonnement universel, 1779.
- Les vrais principes de la lecture, de l'orthographe et de la prononciation français de feu M. Viard, ouvrage revu et augmentés par M. Luneau de Boijermain, Paris, chez l'auteur, 1783.
- Cours de Langue italienne à l'aide duquel on peut apprendre cette langue chez soi, sans maître, & en deux ou trois mois de lecture, Paris, chez l'auteur, 1783 (en ligne).
- Cours de Langue angloise, A l'aide duquel on peut apprendre cette Langue chez soi, sans Maître & en deux ou trois mois de lecture, Paris, Chez l'auteur, rue Saint-André-des-Arts, près la rue Contrescarpe, 1784. 2 vol.
- Cours de Langue latine, A l'aide duquel on peut apprendre cette Langue chez soi, sans maître & en deux ou trois mois de lecture, Paris, chez l'auteur, 1787-1788-1789. 5 vol.

### Autres
- Eruditionis Tam Sacrae Quam Prophanae Gazophylacium. Continens Per plura ingeniosa, seria, rara, moralia, sancta, apophthegmata, poetica, exempla, sicut et curiosa, jpvialia &c. im Commodum Litteratorum Hominum, et veram eruditionem Amantium praecipue vero Verbi Divini Praeconum . Cum Indice Quadruplici . Nunc vero publici Juris factum et apertum. Pars Prima: A. - I. Pars Secunda: L. - S. Pars Tertia: T. - Z.M. Augustae Vindelicorum, Rieger, 1754.
- (?) Carte des parties principales du globe terrestre pour servir a l'histoire des deux premiers siecles depuis la creation du monde [carte géographique], 1765
- Commentaires sur les œuvres de Jean Racine, Paris, Panckoucke, 1768, 3 vol.avec supplément de 54pp
- Elite de poësies fugitives, Londres [i.e. Paris], 1769-1770. 5 vol.
- Almanach musical, 1781-1783, 4 vol.
- Observations sur les améliorations dans le service des postes, Paris, au bureau de l'abonnement littéraire, 1791.
- Des droits de la propriété des terres ou Du Peuple propriétaire des terres, seul et unique souverain dans touts les pays, Paris.
- Idées et vues sur l'usage que le gouvernement actuel de la France peut faire du château de Versailles, Paris, an VI [1798].
- De l'éducation des lapins, ou De l'art de les loger dans des garennes domestiques, de les nourrir & multiplier, de soigner leurs petits, d'améliorer leurs races, & de les rendre aussi bons & aussi agréables à manger que les lapins de garenne, Paris, rue ci-devant Condé, no 7. An VII (1798).
- Aimants artificiels de Mr Le Noble : ou moyens de se guérir soi-même des maladies de nerfs par l'application de ses aimants artificiels, Paris, rue ci-devant de Condé [chez l'auteur], 1801/1802.

(en ligne).
- Traductions interlinéaires pour l'étude de ces deux langues, faites d'après le plan de Dumarsais.